# Libiąż (stacja kolejowa)
Libiąż – stacja kolejowa w północnej części Libiąża, w województwie małopolskim, w Polsce; znajduje się przy ul. Józefa Piłsudskiego, usytuowana jest na kilometrze 11,234 linii kolejowej nr 93, między stacjami Chrzanów i Chełmek. Stacja obsługuje pasażerskie połączenia kolejowe w relacjach Oświęcim - Trzebinia - Kraków Główny. Z posterunku odgałęzia się bocznica do Zakładu Górniczego "Janina". 

## Ruch pasażerski
| Rok  | Wymiana pasażerska na dobę |
| ---- | -------------------------- |
| 2017 | 50-99                      |
| 2022 | 100-149                    |

Stacja w Libiążu oprócz obsługi pociągów osobowych, ze względu na istniejącą kopalnię węgla kamiennego, obsługiwała ruch pociągów towarowych.

## Historia
Linia kolejowa przebiegająca przez Libiąż została zbudowana jako kolej ze Lwowa do Wiednia. Otwarcie jej nastąpiło 1 lutego 1856. Na początku była to linia jednotorowa o prześwicie 1435 mm.
W związku ze zwiększonym zapotrzebowaniem na przewozy kolejowe w latach 60. i 70. XX wieku, podjęto decyzję o elektryfikacji tej linii. Pierwszy pociąg elektryczny przejechał 30 kwietnia 1973 roku. Ostatnie prace torowe na stacji w Libiążu przeprowadzono w latach 70. XX wieku, zmieniając układ torowy, jak również elektryfikując całą stację (założenie elektrycznych rozjazdów, elektrycznych semaforów świetlnych). Lata 90. XX wieku przyniosły drastyczny spadek przewozów zarówno osobowych, jak i towarowych, co pociągnęło za sobą niedofinansowanie stacji. Postępująca degradacja torowisk spowodowana masą pociągów (pociągi wyciągane z KWK Janina), jak i szkodami górniczymi sprawiła mocne ograniczenie prędkości przewozowej. Do 2015 roku przy wjeździe na stację wynosiła 20 km/h, natomiast średnia szlakowa Trzebinia – Czechowice-Dziedzice wynosiła 37 km/h.
Kasę biletową zamknięto w 2004 roku. 2006 rok przyniósł zamknięcie przejścia nad torami, jak również zburzenie magazynów usytuowanych wzdłuż torów rozładowczych. W 2007 PKP PLK oddało wykonawcy remontu przejścia nadziemnego plac na rozpoczęcie robót remontowych. Na początku 2007 roku, ze względu na zły stan techniczny wiaduktu nad trasą Chrzanów – Płaza zamknięto prawy tor szlakowy prowadzący do Chrzanowa i rozpoczęto prace budowlane. Około 12 października oddano do użytku, wcześniej zamknięty, tor numer II.
ni „Janina” oraz punkt zdawczo-odbiorczy Kamieniołomu.
W latach 2015–2016 stacja przeszła gruntowną modernizację. W jej ramach wybudowano nowe perony, wymieniono 9 km torów i sieć trakcyjną. Poprawiono także wyjazd z KWK Janina, poprzez budowę nowej bocznicy. Pozwoliło to podnieść prędkość szlakową do 100 km/h dla pociągów pasażerskich i 70 km/h dla pociągów towarowych.